# Strays
Strays (рус. Беспризорники) — третий студийный альбом американской рок-группы Jane's Addiction, был выпущен 22 июля 2003 года на лейбле Capitol Records, спустя 13 лет после Ritual de lo Habitual (1990). Альбом знаменует самый долгий перерыв группы в записи студийных дисков, хотя они и записывали новые песни для сборника Kettle Whistle (1997). Барабанщик Стивен Перкинс так отозвался о решении группы записать новую студийную пластинку после такого длительного перерыва — группа уже провела два совместных тура где исполняла старый материал, и музыканты готовы к «новым вызовам». Вокалист Перри Фаррелл заявил: «Группа пришла в студию работать быстро, усердно, современно и по существу». Это первый альбом записанный с новым басистом — Крисом Чейни.
По его первую неделю было продано более 110.500 копий альбома в Соединённых Штатах, в настоящее время он имеет «золотой» статус. В 2004 году сингл «Just Because», был номинирован на премию «Грэмми» в категории «Лучшее хард-рок исполнение».
Оригинальная обложка, созданная Стормом Торгерсоном, не понравилась музыкантам, вместо этого её использовали при оформлении альбома The Bottom Half группы Umphrey's McGee.

## Об альбоме
По словам Стивена Перкинса: «всё это началось примерно в марте—апреле 2002 года, Боб Эзрин продюсировал песню „Streets of Fire“ группы Porno for Pyros для фильма „Проклятый сезон“, она была просто эпической. В итоге, всё это переросло в новый альбом».
Группа обосновалась в студии Henson Recording Studio, с продюсерами Боб Эзрином и Брайаном Вирту. Говоря о Эзрине, Фаррелл отмечал: «Он поднял для нас творческую планку. Это как подготовку к Олимпиаде — что-то, к чему вы стремитесь создавая настоящее искусство. Вы пытаетесь сделать самую красивую музыку, вы пытаетесь привнести нечто новое, создавая звук, который никто прежде не слышал. Работая с Бобом, реализация этих задач превращается в реальную перспективу».

В процессе записи был уволен басист Мартин Ленобль. По его словам:
Я записал почти все свои бас-партии. Но Перри стёр все это. Он внезапно уволил меня, когда мы были в Японии, а у нас ещё должен был быть обратный перелёт в США. Это был последний раз, когда я с ним разговаривал. Перри и Боб (Эзрин) заменили все мои басовые партии в альбоме. Перри сказал: „всё, что ты записал — звучит дерьмово“, но когда они взяли нового парня, он играл всё точно так же, возможно, с некоторыми небольшими изменениями. Поэтому, я считаю, что мои партии не были такими уж хреновыми

Ленобль был заменён на Криса Чейни, которого Дэйв Наварро описал как: «возможно, самого интенсивного музыканта, с которым я когда-либо работал». Относительно своего попадания в группу, Чейни говорил следующее:
Дэйв и Стивен играли вместе долгие годы, у них есть хорошая сыгранность — особая синергия и химия, как бас-гитаристу, который имеет возможность поработать с такой культовой группой, мне была предоставлена прекрасная возможность проявить себя. Я записал альбом с Томми Ли, и мы нуждались в барабанщике чтобы отправиться в турне, был приглашён Стивен Перкинс. На всё про всё у меня было всего шесть недель, потому что я записывался с Аланис Мориссетт, и мне надо было вернуться к ней. Но за это короткое время, у меня и Стивена сформировались прекрасные отношения и прошлым августом он позвонил мне и попросил отыграть несколько концертов с Jane's Addiction

## Отзывы критиков
| Оценки критиков      | Оценки критиков |
| Источник             | Оценка          |
| -------------------- | --------------- |
| AllMusic             | [ 10 ]          |
| Classic Rock         | [ 11 ]          |
| Entertainment Weekly | B+              |
| Kludge               | (8/10)          |
| NME                  | (8/10)          |
| Pitchfork Media      | (5.8/10)        |
| Playlouder           | [ 16 ]          |
| PopMatters           | [ 17 ] [ 18 ]   |
| Rolling Stone        | [ 19 ]          |
| USA Today            | [ 20 ]          |
| Yahoo! Music         | (позитивный)    |

Альбом получил множество положительных отзывов, и имеет средний балл 75 % на сайте Metacritic. Портал Playlouder отметил, что «их ликование и энтузиазм можно услышать буквально в каждой строчке», в то время как NME утверждал, что Strays был «одним из лучших рок-альбомов 2003 года». В обзоре от Alternative Press отмечалось, что альбом был «лучше, чем кто-либо мог предположить». Газета The Boston Globe писала: «во многом, новая Jane's Addiction звучит, как старая Jane's Addiction. Это хард-рок, но без триповости, которая была свойственна проекту Фаррела Porno for Pyros, без электронного бормотания, которое так раздражало на его сольном диске 'Song Yet to Be Sung'». Портал IGN поставил альбому 7,5 балла из 10 и заявил: «по большому счёту, группа не стала рисковать и отклоняться от саунда, который был присущ 'Ritual De La Habitual', в итоге, диск звучит, как продолжение идей, которое должны были выпустить 13 лет назад. Всё это заставляет меня задаться вопросом, как бы этот альбом звучал если бы музыканты работали вместе в течение минувшего десятилетия. Тем не менее, несмотря на эти недостатки, альбом является героическим усилием группы, которая не только изменил лицо ро-сцены Лос-Анджелеса, но всё ещё помнит, что такое рок».
Stylus Magazine оценил альбом рейтингом C +, журнал отмечал: «'Strays' хорош сам по себе, но, возможно, вам лучше слушать его в отрыве от остальной части творчества группы». В свою очередь, портал Pitchfork Media писал: «Альбому хватает того, что сделало группа такой знаковой, в первую очередь: правдоподобных песен и текстов».
В 2005 году альбом занял 404-е место в списке журнала Rock Hard «500 величайших рок/метал альбомов всех времён». В 2009 году Наварро заявил, что ему «очень понравилось [творческий процесс]. Я прекрасно провел время, работая с Бобом Эзрином. Меня очень впечатлило, как ему удается создавать такие вещи». В 2011 году Перкинс заявил, что эта пластинка была «интересной вехой в нашем творчестве».

## Список композиций
Все песни написаны Перри Фарреллом, Дэйвом Наварро, Стивеном Перкинсом, Бобом Эзриным и Крисом Чейни, за исключением отмеченных.
1. «True Nature» — 3:49 (Перри Фаррелл/Дэйв Наварро/Стивен Перкинс/Боб Эзрин/Мартин Ленобль)
2. «Strays» — 4:32 (Фаррелл/Наварро/Перкинс/Эзрин/Аарон Эмбри/Дэвид Дж.)
3. «Just Because» — 3:51
4. «Price I Pay» — 5:27
5. «The Riches» — 5:44 (Фаррелл/Наварро/Перкинс/Эзрин/Эмбри/Ленобль)
6. «Superhero» — 3:58 (Фаррелл/Наварро/Перкинс/Эзрин/Эмбри)
7. «Wrong Girl» — 4:32
8. «Everybody’s Friend» — 3:18 (Фаррелл/Наварро/Перкинс/Эзрин)
9. «Suffer Some» — 4:14 (Фаррелл/Наварро/Перкинс/Эзрин/Ленобль)
10. «Hypersonic» — 3:32 (Фаррелл/Наварро/Перкинс/Эзрин/Ленобль)
11. «To Match the Sun» — 5:25 (Фаррелл/Наварро/Перкинс/Эзрин/Ленобль)

### Бонусный материал на DVD
~30 минут концертных/студийных записей и интервью группы. Концертные номера: «Just Because», «Strays» (2 версии), «Price I Pay».

## В популярной культуре
- Композиция «Just Because» звучит в фильме «S.W.A.T.: Спецназ города ангелов»
- Композиция «Suffer Some» звучит в видеоигре «Tony Hawk's Underground».
- Песня «Superhero» стала главной темой сериала «Красавцы» на телеканале HBO.
- Песня «True Nature» прозвучала в саундтреке видеоигры «MLB 2005».
- Песня «Hypersonic» прозвучала в саундтреке видеоигры «SSX 3».

## Участники записи
| - Перри Фаррелл – вокал, музыкальное программирование - Дэйв Наварро – гитара, фортепиано - Стивен Перкинс – ударные, перкуссия - Крис Чейни – бас-гитара - Боб Эзрин – продюсирование, микширование, доп. клавишные, перкуссия, оркестровые аранжировки - Брайан Вирту – продюсирование, звукоинженер, микширование, муз. программирование - Джеймс Мюррей – доп. звукоинженер - Алекс Гибсон – доп. звукоинженер - Брайан Хамфри – ассистент звукоинженера - Алекс Юичокд – ассистент звукоинженера - Аарон Эмбри – клавишные, калимба | - Зак Рэй – клавишные - Джо Бишара – муз. программирование - Скотт Пэйдж – саксофон - Джон Шэнкс – мандолина - Майк Финнеган – орган - Бренден Хокинс – доп. муз. программирование - Джеймс Мюррей – доп. муз. программирование - Ким Хилл – бэк-вокал - Дайонна Брукс-Джексон – бэк-вокал - Линна Стериос – оркестровые аранжировки - Брайан Гарднер – мастеринг |

## Хит-парады
| Год  | Чарт                | Высшая позиция |
| ---- | ------------------- | -------------- |
| 2003 | Billboard Top 200   | 4              |
| 2003 | Top Internet Albums | 4              |
| 2003 | Top Canadian Albums | 4              |

| Год  | Название       | Чарт                   | Высшая позиция |
| ---- | -------------- | ---------------------- | -------------- |
| 2003 | «Just Because» | Billboard Hot 100      | 72             |
| 2003 | «Just Because» | Modern Rock Tracks     | 1              |
| 2003 | «Just Because» | Mainstream Rock Tracks | 4              |
| 2003 | «Just Because» | Triple J Hottest 100   | 36             |
| 2003 | «True Nature»  | Modern Rock Tracks     | 30             |
| 2003 | «True Nature»  | Mainstream Rock Tracks | 35             |

| Регион | Сертификация | Продажи  |
| --- | ------------ | -------- |
| Канада (Music Canada) | Золотой      | 50 000^  |
| Великобритания (BPI) | Серебряный   | 60 000^  |
| США (RIAA) | Золотой      | 500 000^ |
| * Данные о продажах приведены только на основе сертификации. ^ Данные о тиражах приведены только на основе сертификации. |              |          |